# Xylosma pininsulare
Xylosma pininsulare é uma espécie de planta da família Salicaceae.
É endémica da Nova Caledónia.